# Ganggrab von Vellerup

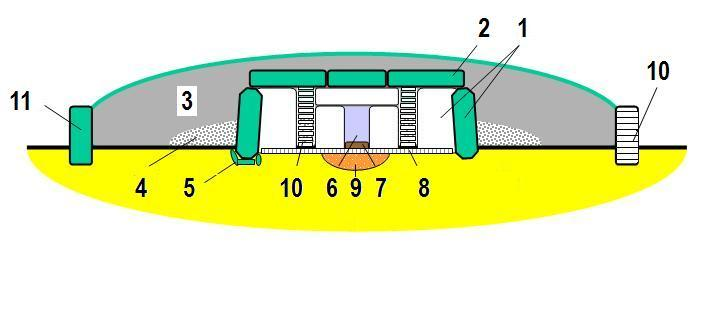
Schema Ganggrab (Querschnitt) 1=Trag-, 2= Deckstein, 3=Erdhügel, 4=Dichtung, 5=Verkeilsteine, 6=Zugang, 7= Schwellenstein. 8=Bodenplatten, 9=Unterbodendepots, 10=Zwischenmauerwerk 11=Randsteine

Im Ganggrab von Vellerup (auch Nissehøj genannt) in der Frederikssund Kommune im Hornsherred auf der dänischen Insel Seeland wurde im Jahre 1890 ein gut erhaltener Eichensarg aus der Bronzezeit gefunden, der vom Entdecker der Anlage jedoch zerstört und verbrannt wurde, bevor die Behörden einschreiten konnten und Andreas Peter Madsen (1822–1911) im September die weitere Ausgrabung der Kammer vornahm. Das Ganggrab (dänisch Jættestue) ist eine Bauform jungsteinzeitlicher Megalithanlagen, die aus einer Kammer und einem baulich abgesetzten, lateralen Gang besteht. Diese Form ist primär in Dänemark, Deutschland und Skandinavien, sowie vereinzelt in Frankreich und den Niederlanden zu finden. Die Megalithanlage der Trichterbecherkultur (TBK) entstand zwischen 3500 und 2800 v. Chr.

## Beschreibung
Das leicht konkave neolithische Ganggrab ist etwa Nord-Süd-orientiert und etwa neun Meter lang und 1,5 m breit. Es besteht aus 13 Trag- und fünf Decksteinen. Vom kurzen Gang sind nur zwei (von fünf) Tragsteinpaare und ein verlagerter Deckstein erhalten. Die Wände der Megalithanlage weisen eine in der Region häufiger anzutreffende Besonderheit auf, die z. B. auch im Møllehøj bei Jyllinge anzutreffen ist. Um eine größere Innenhöhe zu erreichen, ist die Wand zweilagig, partiell sogar mittels Zwischenmauerwerk, dreilagig ausgeführt. Die Einfassung des Hügels ist nicht erhalten.
Im Jahr 1992 wurde eine dringend benötigte Restaurierung durchgeführt. Dabei wurde erkannt, dass der Gang nie ausgegraben wurde. Es zeigte sich, dass der Zugang, den die Träger der Trichterbecherkultur (TBK) zwischen 3500 und 2800 v. Chr. errichteten, mit einer Steinplatte verschlossen war. Am Ende der Jungsteinzeit war im Gang eine letzte Bestattung vorgenommen worden. Vor dem Gang wurde ein Pflaster entdeckt, auf dem eine Opferschicht aus zerscherbter Keramik lag. Im Gang selbst lagen die Überreste von mindestens 105 zerschlagenen und über eine große Fläche verteilten Tongefäßen, die oft nicht vollständig waren. Die Gefäße waren mit vorzugsweise durch Feuer zerstörten Äxten, Meißeln und Pfeilspitzen vermischt. 
In der Nähe liegen das Ganggrab Drysagerdys und das Ganggrab von Klingerbakke.